# Руфиджи
Руфиджи (на английски: Rufiji) е река в Източна Африка, в източната част на Танзания. Дължина около 600 km (с дясната съставяща я река Лувегу около 1400 km). Площ на водосборния басейн 177 429 km². Река Руфиджи се образува на 165 m н.в., при водопада Шугури, в ловния резерват „Селъс“, от сливането на двете съставящи я реки Киломберо (лява съставяща) и Лувегу (около 800 km, дясна съставяща). Река Киломберо води началото си от северния склон на планината Кипенгере и тече предимно в североизточна посока в дълбока грабеновидна долина между платото Ухехе на северозапад и планината Мбарика на югоизток. Река Лувегу извира от планините североизточно от езерото Малави и по цялото си протежение тече в североизточна посока в дълбока долина покрай южните и източните склонове на планината Мбарика. След образуването си река Руфиджи тече на североизток, а след устието на левия си приток Руаха – на изток. По цялото си протежение протича в широка долина, през равнинни райони с бавно и спокойно течение. Влива се чрез делта в Индийския океан, в протока Мафия, отделящ едноименния остров от континента. В делтата ѝ е разположена най-голямата мангрова гора в света. Основни притоци: леви – Киломберо, Руаха (около 700 km); десни – Лувегу (Луегу), Мадаба, Мавера, Лукулиро. Подхранването ѝ е предимно дъждовно, с ясно изразено лятно-есенно пълноводие (от март до май). Среден годишен отток 792 m³/s, минимален 86 m³/s, максимален 5098 m³/s. Плавателна е плитко газещи речни съдове по цялото си протежение почти целогодишно.
Няколко морски търговски пътя по източноафриканското крайбрежие водят на юг до Азания, държава, описана от гърци и римляни през I век н.е. (например в „Перипъл на Еритрейското море“) и вероятно от китайците през III век под името Зесан (澤散). Единственото спомената пристанище в страната е Рапта, която вероятно се намира в делтата на река Руфиджи в Танзания.